# Baron Hervey

Wappen der Barone Hervey

Baron Hervey ist ein erblicher britischer Adelstitel, der jeweils durch Letters Patent einmal in der Peerage of Ireland und zweimal in der Peerage of England geschaffen wurde.

## Verleihungen
In erster Verleihung wurde am 5. August 1620 der Titel Baron Hervey, of Rosse in the County of Wexford, in der Peerage of Ireland für den englischen Unterhausabgeordneten Sir William Hervey, 1. Baronet, geschaffen. Diesem war bereits am 31. Mai 1619 der Titel Baronet, of St. Martin’s in the Fields, in der Baronetage of England verliehen worden. Demselben wurde in zweiter Verleihung am 27. Februar 1628 auch der Titel Baron Hervey, of Kidbrooke in the County of Kent, in der Peerage of England verliehen. Als William Hervey am 8. Juli 1642 ohne männliche Nachkommen starb, erloschen alle drei Titel.
In dritter Verleihung wurde am 23. März 1703 der Titel Baron Hervey, of Ickworth in the County of Suffolk, in der Peerage of England für den englischen Unterhausabgeordneten John Hervey geschaffen. Dieser war ein Urgroßneffe zweiten Grades des Barons erster und zweiter Verleihung. Am 19. Oktober 1714 wurde dieser in der Peerage of Great Britain auch zum Earl of Bristol erhoben. Sein Nachfahre, der 5. Earl of Bristol, wurde am 30. Juni 1826 in der Peerage of the United Kingdom zum Marquess of Bristol und Earl Jermyn, of Horningsheath in the County of Suffolk, erhoben. Der älteste Sohn des jeweiligen Marquess führt als Heir apparent seither den Höflichkeitstitel Earl Jermyn, dessen ältester Sohn den Höflichkeitstitel Lord Hervey.

## Liste der Barone Hervey

### Barone Hervey, erster und zweiter Verleihung (1620, 1628)
- William Hervey, 1. Baron Hervey († 1642)

### Barone Hervey, dritter Verleihung (1703)
- John Hervey, 1. Earl of Bristol, 1. Baron Hervey (1665–1751)
- John Hervey, 2. Baron Hervey (1696–1743) (durch Writ of Acceleration 1733)
- George Hervey, 2. Earl of Bristol, 3. Baron Hervey (1721–1775)
- Augustus Hervey, 3. Earl of Bristol, 4. Baron Hervey (1724–1779)
- Frederick Hervey, 4. Earl of Bristol, 5. Baron Hervey (1730–1803)
- Frederick Hervey, 1. Marquess of Bristol, 6. Baron Hervey (1769–1859)
- Frederick Hervey, 2. Marquess of Bristol, 7. Baron Hervey (1800–1864)
- Frederick Hervey, 3. Marquess of Bristol, 8. Baron Hervey (1834–1907)
- Frederick Hervey, 4. Marquess of Bristol, 9. Baron Hervey (1863–1951)
- Herbert Hervey, 5. Marquess of Bristol, 10. Baron Hervey (1870–1960)
- Victor Hervey, 6. Marquess of Bristol, 11. Baron Hervey (1915–1985)
- John Hervey, 7. Marquess of Bristol, 12. Baron Hervey (1954–1999)
- Frederick Hervey, 8. Marquess of Bristol, 13. Baron Hervey (* 1979)

Mutmaßlicher Titelerbe (Heir Presumptive) ist ein Neffe vierten Grades, des jetzigen Marquesses, Alexander George Hervey (* 1920).